# Mallin
Mallin è una frazione del comune di Penzlin nel Meclemburgo-Pomerania Anteriore, in Germania.
Appartiene al circondario (Kreis) della Mecklenburgische Seenplatte ed è parte della comunità amministrativa (Amt) di Penzliner Land.
Già comune autonomo, dal 1º gennaio 2012 è stato accorpato al comune di Penzlin.